# 層 (深度學習)
层，或层次，是深度学习模型模型架构中的一种结构或網路拓撲，它从上一层获取信息，然后将信息传递给下一层。深度学习中有几个著名的层，即卷积神经网络中的卷积层和最大池化层。基本神经网络中的全连接层和ReLU层。循環神經網路中的RNN层和自动编码器中的解卷积层等。

## 與新皮質層次的相異
深度學習與新皮質的分層方式有本質上的分別：深度學習的分層取決於網路拓撲，新皮質的分層取決於層內的同質性。